# Umbul-umbul

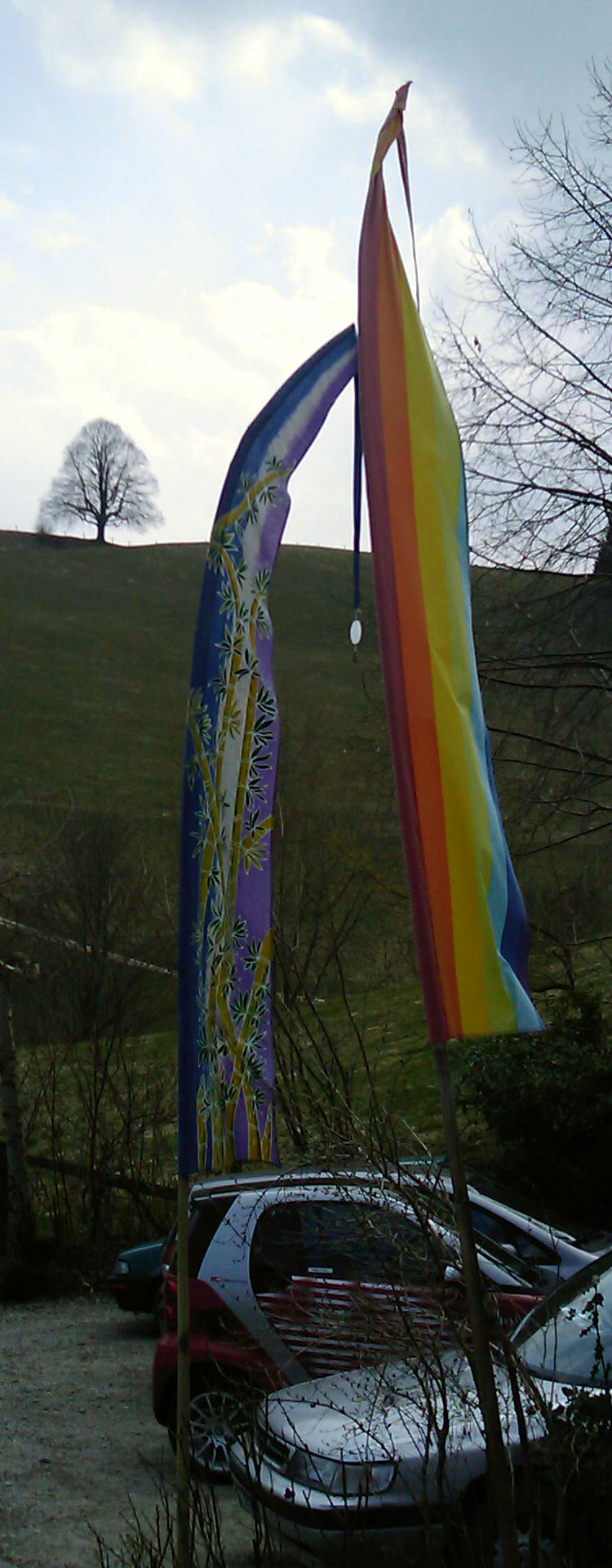
Umbul-umbul

Umbul-umbul (javanisch, indonesisch), auch rerontek (im Deutschen als „Balifahne“, „Asienfahne“ oder „Gebetsfahne“ bezeichnet), ist in der Volkskultur von Java und Bali eine lange, an einem Stab befestigte Fahne. Traditionell dient sie als Banner und hat eine Signalfunktion, gehört zu den Opfergaben am balinesischen Tempel und wird bei religiösen Prozessionen mitgeführt. 

## Namenskunde
Auf Altjavanisch hießen die Fahnen früher tunggul. Das indonesische Wort umbul wird adjektivisch mit „schnell wachsen, emporschießen“ übersetzt und bedeutet „Fahnenstange“. Die Pluralbildung im Indonesischen erfolgt durch Wortverdoppelung. 

## Beschreibung
Die Fahnen sind schmal, etwa vier bis fünf Meter lang und nach oben spitz zulaufend. Sie werden mit einer Längsseite an einem Bambusstab befestigt, die Spitze ist dabei nach unten umgebogen und oft mit einem Glöckchen und Spiegel verziert. Traditionell ist die umbul-umbul einfarbig. Jede Farbe hat dabei ihre besondere Bedeutung, je nach Art der Zeremonie werden andere Farben verwendet.
Umbul-umbul sind ein Symbol für die Gegenwart der Götter, daher auf Bali ein wichtiges Element von Feiern, Zeremonien und Festen des Hinduismus, zu finden an praktisch allen Tempeln. Auch bei Prozessionen werden umbul-umbul mitgeführt, oft mit einem Schlangendrachen bemalt. Daneben findet man sie vielfach auch an Straßenrändern und an Stränden. 
Der Ursprung der umbul-umbul-Fahne soll im indischen Raum zur Zeit von Buddha liegen. Gemäß dem indischen Nationalepos Ramayana entstand sie aus einem Streit zwischen dem Helden Arjuna und dem Affengott Hanuman. Die häufig auf den Fahnen dargestellten Drachen symbolisieren den Pfeil des Bogenschützen Arjuna.
Auch im westlichen Kulturkreis hat sich das gemeinsame Bemalen (in Regenbogenfarben oder bunten Motiven nach freier Fantasie) und anschließende Aufstellen von umbul-umbul-Fahnen bei verschiedensten Gelegenheiten und Veranstaltungen, sowie als künstlerische Gartendekoration in den letzten Jahren im Zuge des Esoterik-Booms stark verbreitet. Teilweise wurde der Brauch auch in Bali bereits touristisch banalisiert und kommerzialisiert. Auf Bali wird seit 2004 jährlich ein Flaggenfest veranstaltet, auf dem eine große Zahl der schönsten Fahnen gezeigt werden.
Jede Farbe der einzelnen Fahnen hat dabei ihre eigene Bedeutung. Generell sollen diese Fahnen Glück, Wohlstand und Freude bringen, sowie böse Mächte fernhalten. Grün steht für Glück, blau für Fruchtbarkeit, weiß für Reinheit, rot für Stärke und Mut sowie gelb für die Ewigkeit.
Vergleichbare lange Fahnen an Bambusstangen und mit einer ähnlichen Farbensymbolik werden bei Zeremonien der Maguindanao auf der südphilippinischen Insel Mindanao verwendet.